# Ancistrocladus letestui
Ancistrocladus le-testui là một loài thực vật thuộc họ Ancistrocladaceae được Pellegr. mô tả lần đầu năm 1951. Loài này có ở Cameroon và Gabon. Môi trường sống tự nhiên của chúng là rừng khô nhiệt đới hoặc cận nhiệt đới. Chúng hiện đang bị đe dọa vì mất môi trường sống.